# Rachel Yankey
Rachel Aba Yankey (Londra, 1º novembre 1979) è un'allenatrice di calcio ed ex calciatrice britannica, di ruolo attaccante. Ha giocato per la maggior parte della sua carriera nell'Arsenal, vincendo 9 campionati inglesi, dei quali uno col Fulham, e una UEFA Women's Cup. Ha collezionato 129 presenze con la maglia della nazionale inglese, superando nel 2013 il record delle 125 presenze in nazionale, sia maschile che femminile, detenuto da Peter Shilton (record, successivamente superato). Con la nazionale della Gran Bretagna ha partecipato ai Giochi olimpici di Londra 2012.
Il 31 dicembre 2005 è stata insignita dell'onorificenza di Membro dell'Ordine dell'Impero Britannico. Il 31 dicembre 2013 è stata insignita anche dell'onorificenza di Ufficiale dell'Ordine dell'Impero Britannico. Nel 2017 è stata inserita nella Hall of Fame del calcio inglese.

## Carriera

### Giocatrice

#### Club

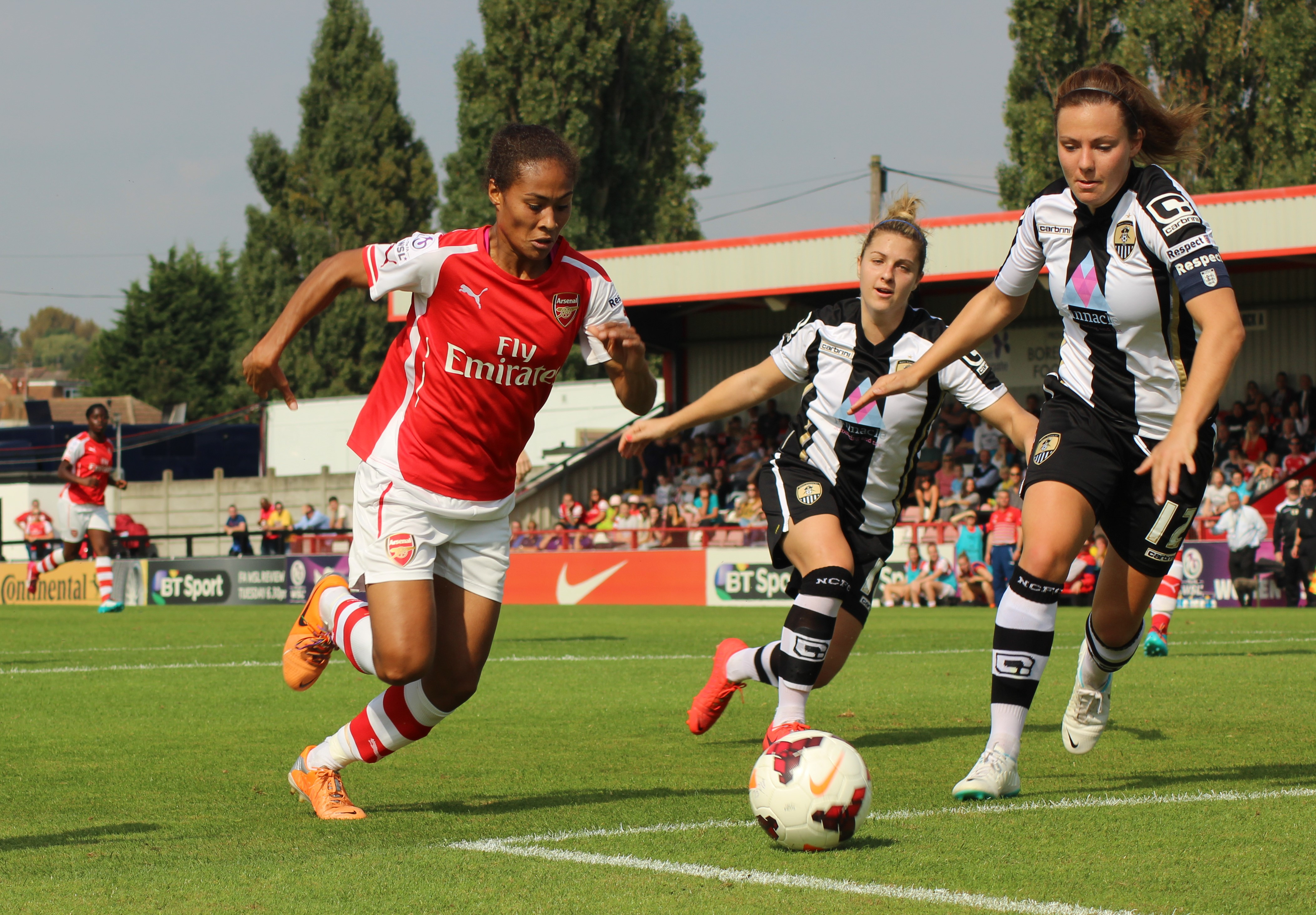
Rachel Yankey in azione con la maglia dell'Arsenal contro il Notts County nel settembre 2014.

Yankey iniziò a giocare a calcio da bambina; all'età di 8 anni, pur di giocare a calcio coi suoi amici maschi, si rasò i capelli e pretese di essere un bambino di nome Ray (acronimo del suo nome e cognome). La sua vera identità venne scoperta due anni dopo e dovette lasciare la squadra. In una delle partite venne notata dall'allenatore della squadra femminile del Mill Hill United, dove Yankey poté continuare a giocare.
All'età di 16 anni si trasferì all'Arsenal, col quale giocò per quattro stagioni, vincendo un campionato nazionale e due FA Women's Cup. Nel 2000 giocò per un breve periodo al Laval Dynamites, una squadra canadese impegnata nella USL W-League, l'allora principale campionato statunitense. Al ritorno in Inghilterra, andò a giocare col Fulham, col quale firmò un contratto da professionista, diventando così la prima calciatrice inglese con contratto professionistico. Nei quattro anni passati al Fulham, vinse un treble nella stagione 2002-03, conquistando il campionato, la FA Women's Cup e la FA Women's Premier League Cup.
Nella stagione 2004-05 giocò col Birmingham City. Nell'estate 2005, assieme alla connazionale Rachel Unitt, andò a giocare negli Stati Uniti nel N.J. Wildcats, disputando le ultime partite della stagione regolare della USL W-League e le partite della fase finale, dalle quali il N.J. Wildcats ne uscì vittorioso. Al rientro in Inghilterra, Yankey tornò all'Arsenal, col quale giocò dal 2005 al 2016. In questi undici anni con le Gunners ha vinto altri 7 campionati nazionali, dei quali le prime due edizioni della FA Women's Super League, 7 FA Women's Cup, 2 FA Women's Premier League Cup e un'UEFA Women's Cup. La vittoria dell'UEFA Women's Cup nell'edizione 2006-07, stagione del quadruple dell'Arsenal, rappresentò anche la prima vittoria di una squadra inglese nella massima competizione UEFA per club femminili.
Nel marzo 2016 andò in prestito per due mesi al Notts County, continuando a giocare nella FA Women's Super League 1. Tornata all'Arsenal a fine giugno 2016, il 30 dicembre 2016, con la fine dell'ultimo contratto biennale firmato, ha lasciato la società londinese.

#### Nazionale
Yankey fece il suo debutto nella nazionale dell'Inghilterra, all'età di 16 anni, il 23 agosto 1997 in una partita amichevole contro la Scozia. Al debutto realizzò anche la sua prima rete in nazionale, che fissò il risultato sul 4-0 per le inglesi. Nel 2001 venne convocata dalla selezionatrice Hope Powell per la fase finale del campionato europeo, dove le inglesi vennero eliminate nella fase a gruppi dopo aver pareggiato una partita e perso le altre due. Fece parte della squadra inglese anche al campionato europeo 2005, ospitato dall'Inghilterra. Dopo l'iniziale vittoria sulla Finlandia, le inglesi persero le successive due gare e vennero nuovamente eliminate nella fase a gruppi. Nel 2007 venne convocata per la fase finale del campionato mondiale, che l'Inghilterra tornava a disputare dopo 12 anni. Dopo aver superato la fase a gruppi come seconda classificata del gruppo A dietro alla Germania, l'Inghilterra venne eliminata nei quarti di finale dagli Stati Uniti.
Nel maggio 2009 Rachel Yankey fu una delle 17 calciatrici della nazionale inglese alle quali la federazione inglese fece firmare un contratto professionale, per la prima volta, nell'ottica dello sviluppo della nazionale. Nel successivo mese di agosto Powell, a sorpresa, non la inserì nella rosa delle calciatrici convocate per il campionato europeo 2009, poiché le prestazioni dell'ultima annata non giustificavano una convocazione.

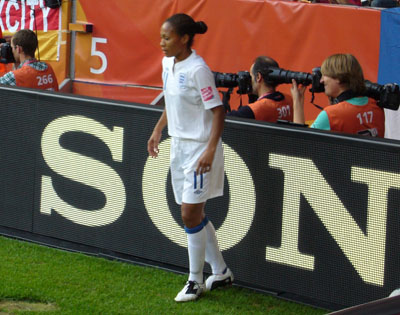
Yankey con la maglia della nazionale al campionato mondiale 2011.

Tornò in nazionale nel febbraio 2010 in occasione della Cyprus Cup, che aveva vinto con la nazionale l'anno prima. Nei mesi successivi venne regolarmente convocata da Powell, raggiungendo le 100 presenze in nazionale il 29 luglio 2010 nella vittoria per 3-0 sulla Turchia, valida per le qualificazioni al campionato mondiale 2011, diventando la seconda calciatrice inglese, dopo Gillian Coultard, a raggiungere questo traguardo. Nell'occasione indossò la fascia da capitano e realizzò la prima delle tre reti. Venne convocata per la fase finale del campionato mondiale 2011. Nel corso del torneo, dal quale l'Inghilterra venne eliminata ai quarti di finale, realizzò una rete nella terza partita della fase a gruppi contro il Giappone e vinta per 2-0.
Il 21 giugno 2012, in occasione della vittoria per 4-0 in casa della Slovenia, partita valida per le qualificazioni al campionato europeo 2013, Yankey eguagliò il record di presenze in nazionale (119), sino ad allora detenuto da Gillian Coultard. Il 19 settembre successivo stabilì il nuovo record con 120 presenze nella partita contro la Croazia, che diede all'Inghilterra la qualificazione alla fase finale dell'europeo 2013.
Il 26 giugno 2012 venne inclusa nella rosa delle 18 giocatrici convocate da Hope Powell nella nazionale della Gran Bretagna per il torneo femminile di calcio ai Giochi della XXX Olimpiade, ospitati da Londra. Superata la fase a gironi come prima classificata del proprio raggruppamento, la Gran Bretagna venne poi eliminata dal Canada ai quarti di finale.
Il 13 marzo 2013 realizzò la rete decisiva grazie alla quale l'Inghilterra batté 1-0 il Canada, vincendo, così, la sua seconda Cyprus Cup. Il 26 giugno 2013 giocando l'amichevole contro il Giappone, raggiunse le 126 presenze con l'Inghilterra, superando il record di 125 presenze in nazionale, sia maschile che femminile, detenuto sino ad allora da Peter Shilton. Venne convocata da Powell per la fase finale del campionato europeo 2013, dalla quale la squadra inglese venne eliminata alla fase a gruppi dopo aver pareggiato una partita e perso le altre due.
Il suo record di presenze in nazionale (129) durò poco meno di un anno, venendo superata da Fara Williams il 3 agosto 2014.

### Allenatrice

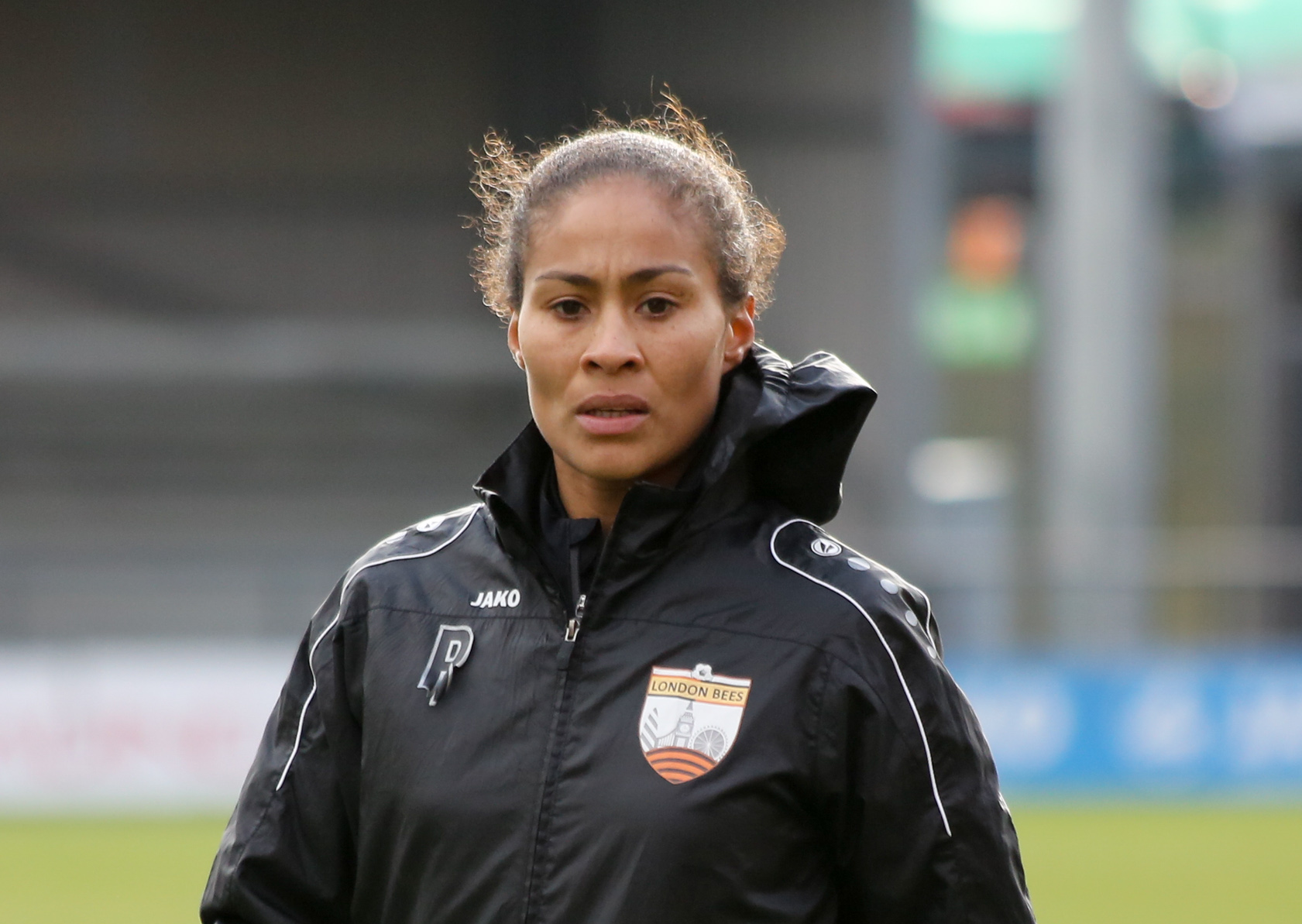
Rachel Yankey al London Bees nel febbraio 2019.

Nel giugno 2018 Yankey entrò a far parte dello staff tecnico del London Bees, società iscritta alla FA Women's Championship, seconda serie del campionato inglese. Il 16 febbraio 2019, dopo le dimissioni dell'allenatore Luke Swindlehurst, venne nominata nuova allenatrice della squadra. Il 13 maggio 2019 lasciò il London Bees, dopo che la squadra aveva concluso il campionato all'ottavo posto.

## Palmarès

### Club

#### Trofei nazionali
- Campionato inglese: 9

Arsenal: 1996-1997, 2005-2006, 2006-2007, 2007-2008, 2008-2009, 2009-2010 (FA Women's Premier League National Division)
Fulham: 2002-2003 (FA Women's Premier League National Division)
Arsenal: 2011, 2012 (FA WSL 1)
- FA Women's Cup: 11

Arsenal: 1997-1998, 1998-1999, 2005-2006, 2006-2007, 2007-2008, 2008-2009, 2010-2011, 2012-2013, 2013-2014
Fulham: 2001-2002, 2002-2003
- FA Women's Premier League Cup: 6

Arsenal: 1997-1998, 1998-1999, 2006-2007, 2008-2009
Fulham: 2001-2002, 2002-2003
- United Soccer Leagues W-League: 1

New Jersey Wildcats: 2005

#### Trofei internazionali
- UEFA Women's Champions League: 1

Arsenal: 2006-2007

### Nazionale
- Cyprus Cup: 2

2009, 2013

### Individuale
- Inserita nella Hall of Fame del calcio inglese

2017
- Inserita nella Hall of Fame della Women's Super League

2021